# 看護の日
看護の日（かんごのひ）とは、毎年5月12日の国際ナースデー (こくさいナースデー、International Nurses Day) の、日本で制定された記念日としての名称である。フローレンス・ナイチンゲールの誕生日に由来し、ナイチンゲールの日とも呼ばれる。

## 起源
1953年、アメリカ合衆国保健社会福祉省で「看護師の日 (Nurses Day)」に制定しようとする運動があったが、実現しなかった。
1974年、国際看護師協会 (ICN) により「国際看護師の日」として制定された。

## 日本での制定
1990年（平成2年）12月に厚生省（当時）により、国民の看護及び看護職に対する理解を深めるとともに、その社会的評価を高めていくための記念日として看護週間とともに制定され、1991年（平成3年）より実施されている。看護週間は5月12日を含む週の日曜日から土曜日まで。 1日まちの保健室、ふれあい看護体験、看護の出前授業など都道府県ごとにさまざまな行事が行われる。

### 「看護の日」PR大使
2014年度から毎年著名人が"「看護の日」PR大使"に任命され、活動に参加している。
- 2014年度 - 蛯原英里[4]
- 2015年度 - ホラン千秋[5]
- 2016年度 - 剛力彩芽[6]
- 2017年度 - 川島海荷[7]
- 2018年度 - 中越典子[8]
- 2019年度 - 須藤理彩[9]